# Paramètre de sécurité

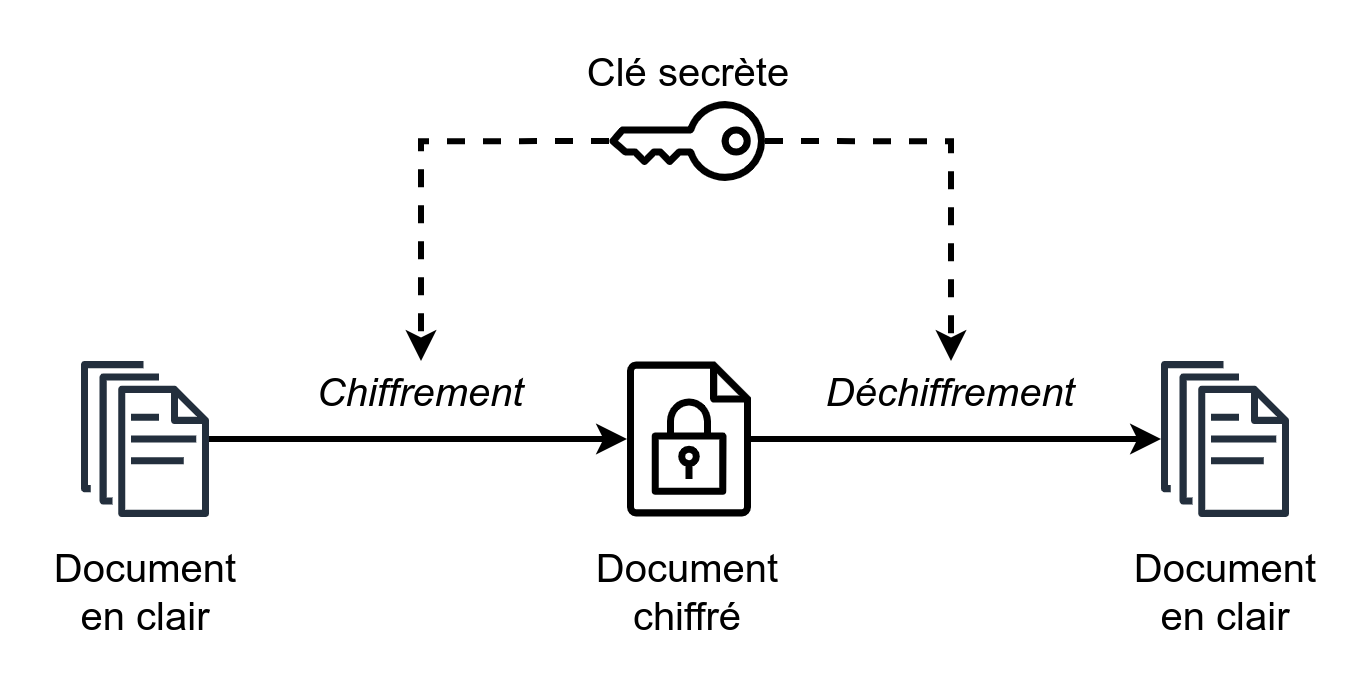
Schéma simple d'une chiffrement symétrique.

En cryptographie, le paramètre de sécurité (ou bits de sécurité en référence à la théorie de l'information) est une mesure qui sert à quantifier le nombre d’opérations minimum que devrait faire un adversaire pour casser un schéma cryptographique. Elle est exprimée en bits par rapport à une attaque. Par exemple, pour une fonction de hachage résistante aux collisions, posséder un niveau de sécurité de 80 bits signifie qu’un adversaire devrait effectuer au moins 280 opérations pour trouver une collision avec une probabilité non négligeable.
En cryptographie symétrique, le niveau de sécurité est en général mesuré par rapport aux meilleures attaques connues. Là où en cryptographie asymétrique il s'agira de la meilleure attaque connue contre l'hypothèse calculatoire sur laquelle repose la sécurité du cryptosystème.